# Claude Abravanel
Claude Abravanel (født 16. juli 1924 i Montreux, Schweiz - død 14. december 2012) var en israelsk pianist og komponist.
Abravanel studerede klaver hos Dinu Lipatti og komposition hos Arthur Honegger. Han bosatte sig 1951 i Israel og var indtil 1992 rektor og bibliotekar på Rubin Academy of Music (nu Jerusalem Academy of Music and Dance) i Jerusalem.
Abravanel skrev primært kammermusik.

## Udvalgte værker
- Elegi – for lav stemme og fløjte
- Fire Sange – for alt og cello
- Tre salmer – for høj stemme og klaver
- Lovsang om et yemenitisk motiv – for høj stemme og klaver